# Ivor Roberts-Jones
Ivor Roberts-Jones (Oswestry, 2 de noviembre de 1913 - 9 de diciembre de 1996) fue un escultor británico. 

Es conocido por sus cabezas esculpidas de personas notables, tales como Yehudi Menuhin y Thomas George, Vizconde Tonypandy y por la escultura basada en el mito de "Branwen, hija de Llŷr" del Mabinogion.

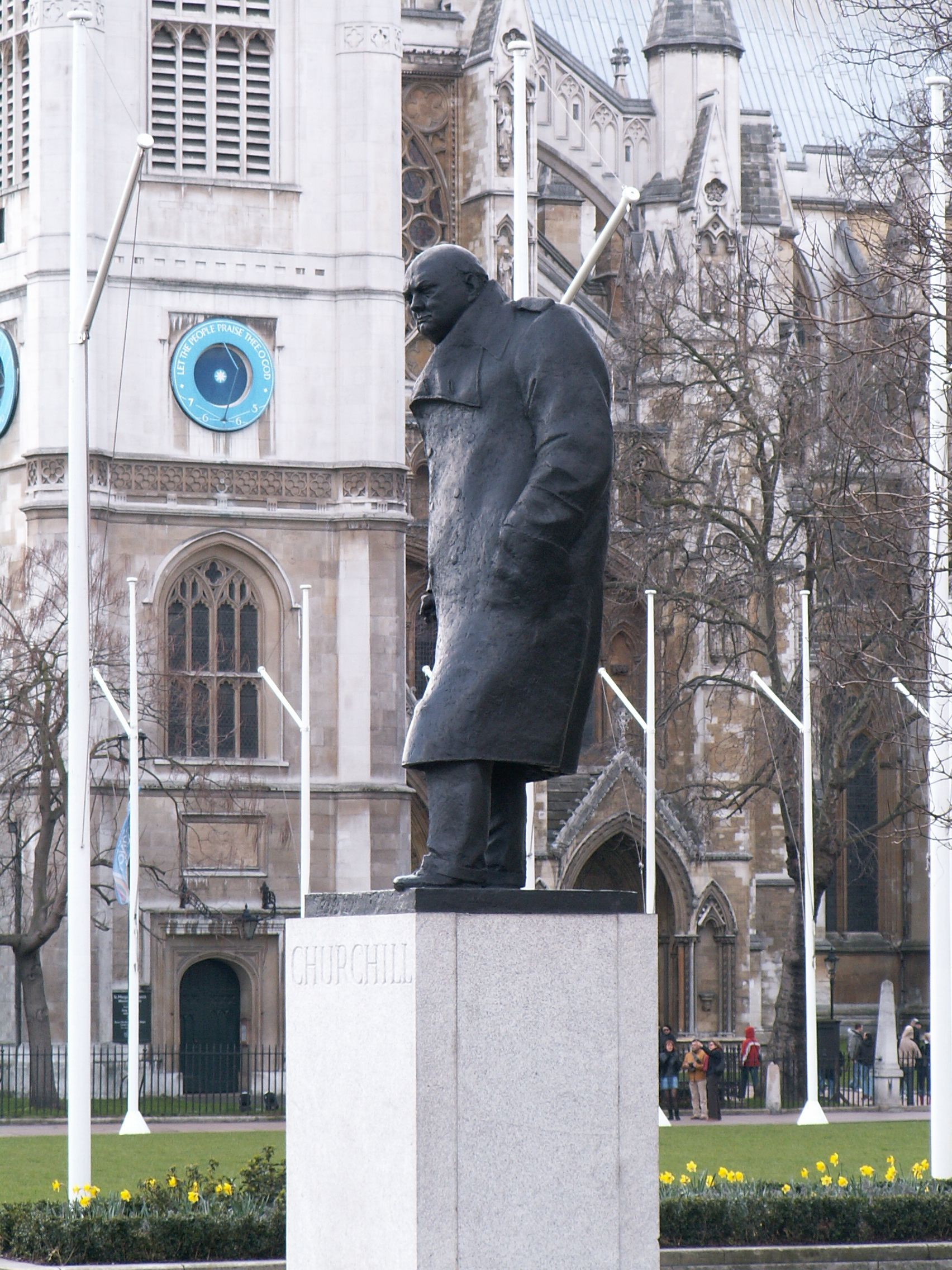
Monumento a Winston Churchill en la plaza del Parlamento de Londres

## Datos biográficos
Nació en Oswestry, hijo de un abogado; en su ciudad natal una de sus obras, "El Campesino Borderland", se encuentra en el centro de la ciudad. Estudió en la Oswestry School y Worksop College antes de asistir al Goldsmiths College de Londres y la Royal Academy of Arts. 
Durante la Segunda Guerra Mundial sirvió en Birmania. 
Desde 1964 hasta 1978 fue profesor de escultura en el Goldsmiths. En 1971 recibió el encargo de producir en tamaño natural una estatua de Winston Churchill, que ahora se encuentra en la Plaza del Parlamento de Londres. También es destacable su monumento a Augustus John en Fordingbridge.
Fue encargado por el Departamento de Antigüedades de la Oficina Galesa en 1979, para hacer una escultura cerca del Castillo de Harlech representando el mito de "Branwen, hija de Llŷr", obra que concluyó en 1983, bajo el título "Tanto el Rey". Representa Bendigeidfran a caballo, llevando el cuerpo de su sobrino, Gwern.

## Obras

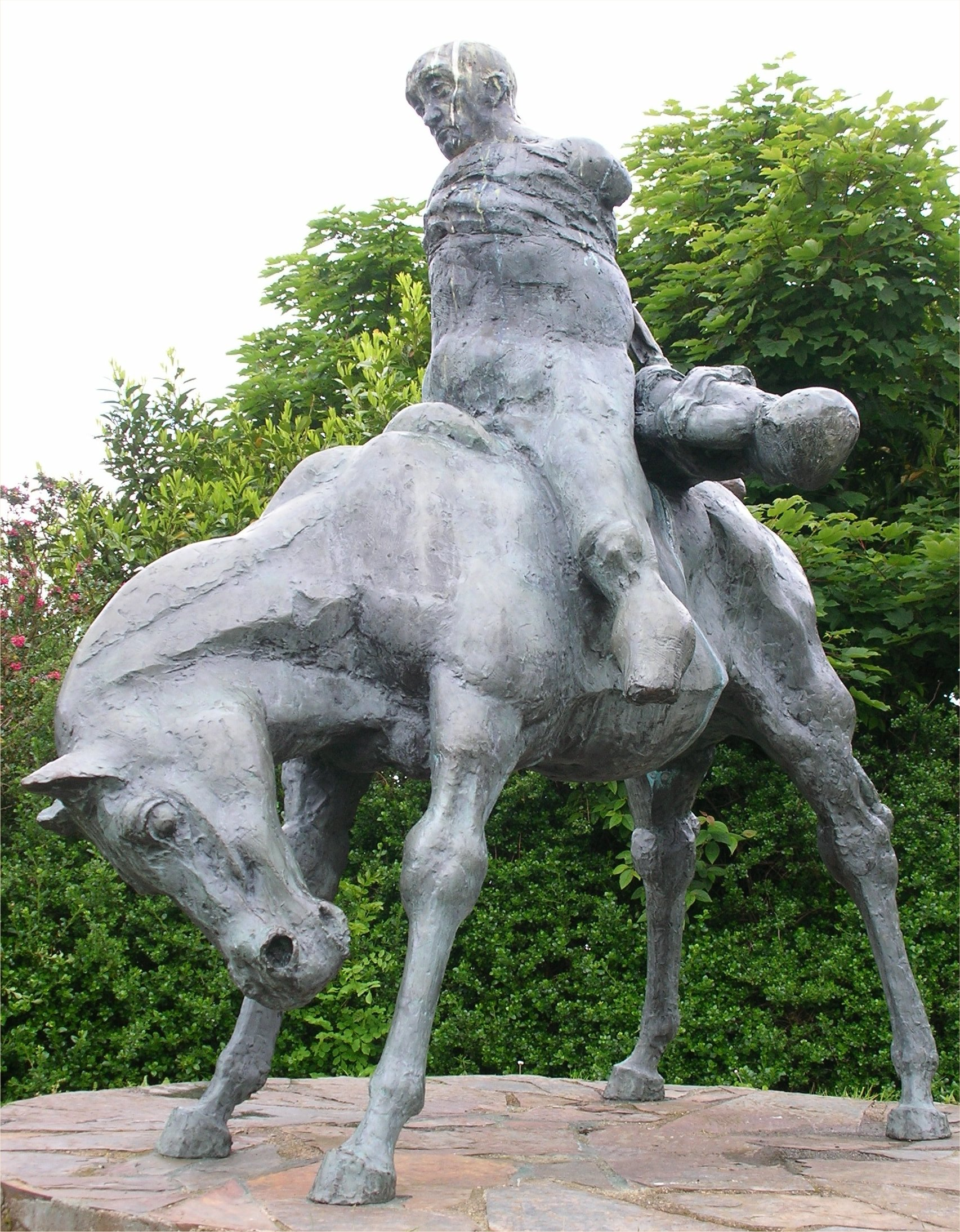
"Tanto el Rey": Bendigeidfran llevando el cuerpo de su sobrino, Gwern. Estatua cerca del Castillo de Harlech.

Entre las más conocidas obras de Ivor Roberts-Jones se incluyen las siguientes:
- Retrato de Yehudi Menuhin[1]
- Retrato de Thomas George, Vizconde Tonypandy[3]·[1]
- "El Campesino Borderland", en Oswestry
- Estatua en tamaño natural de Winston Churchill, 1971, en la Plaza del Parlamento de Londres[2]
- Monumento al artista Augustus John en Fordingbridge

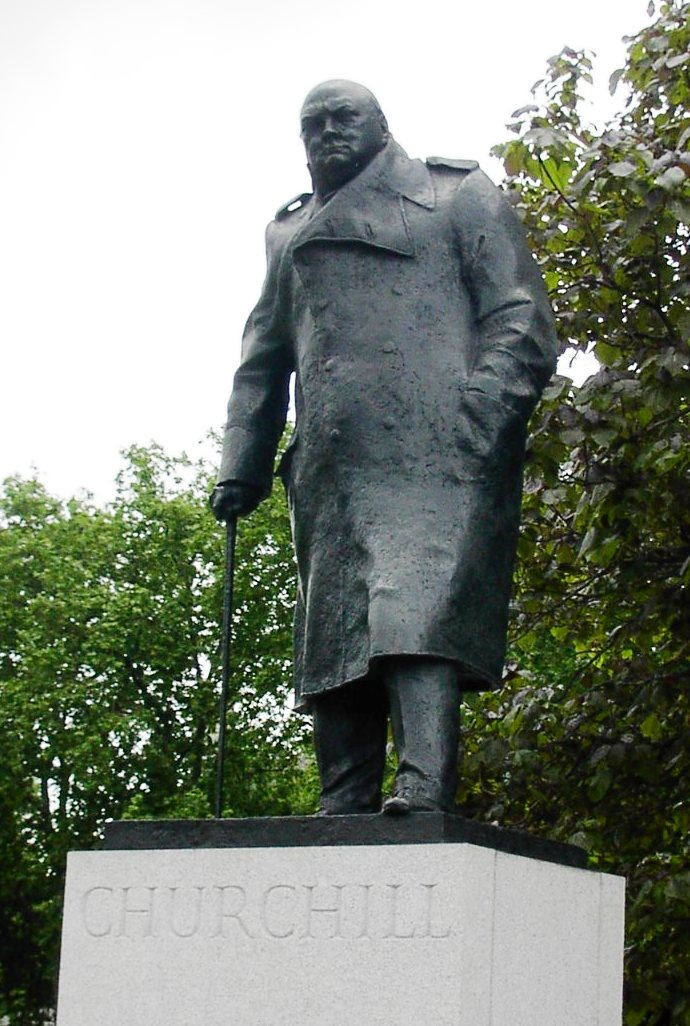
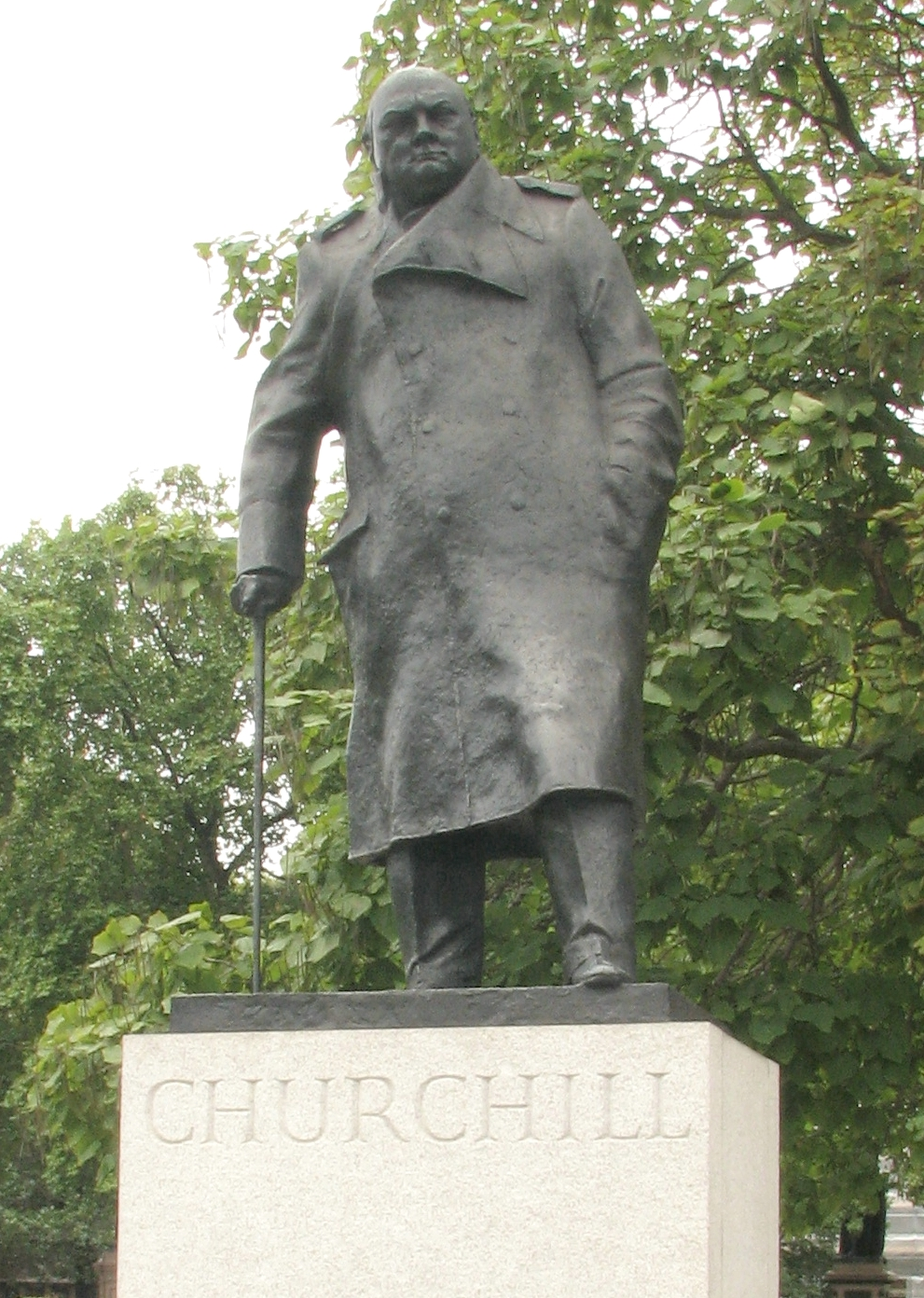
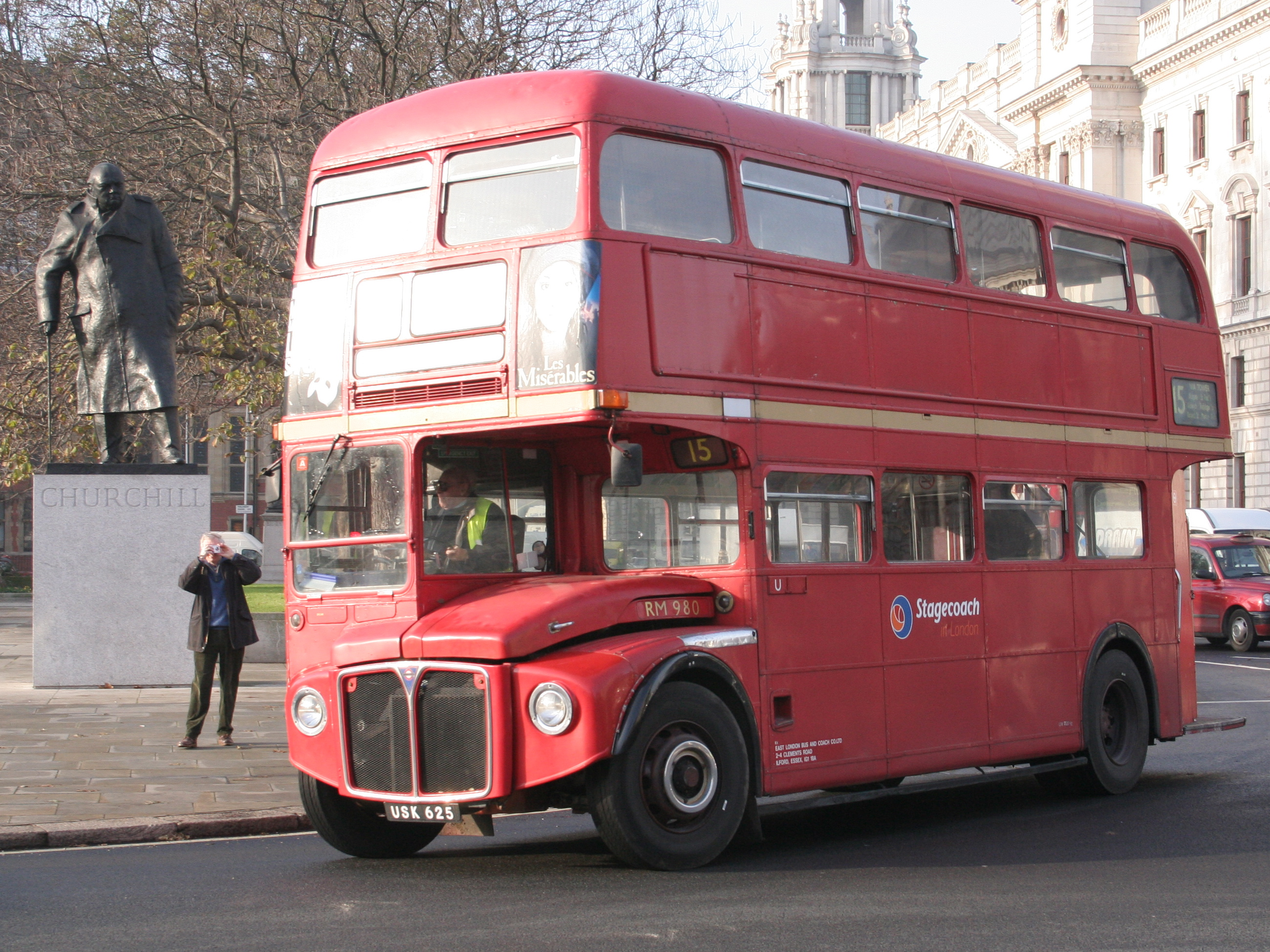

(pulsar sobre la imagen para agrandar)
- "Tanto el Rey", 1979, cerca del Castillo de Harlech representando a Bendigeidfran a caballo, llevando el cuerpo de su sobrino, Gwern, del mito de "Branwen, hija de Llŷr", del Mabinogion.

- Monumento a Alan Brooke en Whitehall, Londres